# Salvatore Vigo Platania
Salvatore Vigo Platania (Acireale, 16 settembre 1784 – Palermo, 27 ottobre 1874) è stato un politico, patriota e storico italiano, al servizio del Regno di Sicilia.

## Biografia
Alto funzionario a Napoli presso il Ministero per gli Affari di Sicilia (1821) e presso il Ministero di Grazia e Giustizia (1837). Scoppiata la rivoluzione in Sicilia (12 gennaio 1848) si dimise e tornò in Sicilia. Durante il governo rivoluzionario di Ruggero Settimo (1849) ebbe l'incarico di ministro.
Dopo la rivoluzione si ritirò in esilio volontario in Acireale nella borgata marinara di Santa Tecla (1849-1856) promuovendo l'agricoltura facendo venire coloni e scoprendo una fonte d'acqua minerale ricca di anidride carbonica e di magnesio. Nel 1856 si trasferì a Palermo dedicandosi agli studi e creando una vasta biblioteca che donò nel 1873 alla Biblioteca Zelantea di Acireale. 
Nel 1860 fu nominato Presidente della Commissione per i beni ecclesiastici in Sicilia; successivamente fu Consigliere di Stato. Nel 1871 la Città di Palermo lo nominò cittadino onorario. Fu Presidente onorario della Società Siciliana per la Storia Patria.
Venne sepolto a Palermo nella chiesa di San Domenico, considerato il pantheon siciliano con un monumento sepolcrale eseguito dallo scultore palermitano Benedetto Civiletti.